# 프로, 틴
《프로, 틴》은 2022년 9월 8일 ~ 2022년 10월 13일 방영한 웹드라마이다.

## 개요
직업계 고등학교에 대한 인식을 개선하기 위해 한국장학재단과 대한민국 교육부가 주관하고, 콘텐츠 제작사인 고래상어가 제작한 웹드라마이다. 꿈을 좇아 직업계 고등학교에 진학한 학생(teen)들이 다양한 어려움을 극복하며 성장하는 모습을 보여준다.

## 등장인물
- 신하늘 - 배우: 허찬 / 출연 회차: Ep.01
- 서햇님 - 배우: 장윤진 / 출연 회차: Ep.01
- 안도경 - 배우: 신윤제 / 출연 회차: Ep.02
- 차하린 - 배우: 이제제 / 출연 회차: Ep.02
- 강한 - 배우: 김이건 / 출연 회차: Ep.03
- 이서원 - 배우: 유시연 / 출연 회차: Ep.03
- 송현재 - 배우: 조한국 / 출연 회차: Ep.04
- 도미래 - 배우: 구슬 / 출연 회차: Ep.04
- 은가람 - 배우: 김지웅 / 출연 회차: Ep.05
- 한송 - 배우: 나윤 / 출연 회차: Ep.05

## 사건 사고
허찬이 음주운전으로 적발되어 첫 회 방영분이 삭제되었다. 다만, 어떤 유튜버가 자막 영상을 업로드하여 볼 수 있게 되었다.